# Kismet
Kismetはオープンソースのネットワークソフト。クロスプラットフォーム対応。無線LAN検出機能、LANアナライザ機能、侵入検知システムなどが搭載されている。